# 블라드 필라트
블라드 필라트(Vlad Filat, 1969년 5월 6일 ~ )는 몰도바의 정치인이다. 2010년 12월 28일부터 12월 30일까지 대통령 권한대행직을 이틀간 수행하였다.

## 일생
블라드 필라트는 1969년 5월 6일 몰도바의 러푸슈나에서 태어났다. 1986년 고등학교를 졸업한 후 소련 군대에 입대하였다. 제대 후 그는 키시뇨프 협력 대학교에서 공부를 하였고 1990년부터 1994년까지 이아쉬 대학에서 공부를 하였다.
필라트는 이아쉬에서 로무알도 트레이딩 SRL과 도소페티 사의 CEO로서 일하였다.

## 정계 진출
1997년부터 2007년까지 10년간 민주당에서 일했다.
1998년 그는 민영화와 국가 재산 관리에 힘썼고 경제부의 사무총장으로서 1년간 일했다.
2000년 민주당의 부시장으로 선출되었다. 2005년 의회 선거에서는 의원으로 선출되었다. 2009년 3월까지 의회 부시장으로 일하였고 공공 질서 유지 및 국방 보안 등을 위해 노력했다. 2007년 12월 이래 자민당 대표로 일하고 있다.

## 총리 재임
2009년 9월 11일 블라디미르 보로닌이 대통령직을 그만 두자, 미하이 김푸가 대통령이 되었다. 그는 총리 선택의 자유가 있었는데 김푸는 필라트를 선택했다.

## 대통령 권한 대행
김푸가 물러나자, 2010년 12월 28일 필라트는 대통령이 되었다. 하지만 이틀 후인 12월 30일 마리안 루푸에게 권한을 넘겨주었다.